# Roche-sur-Linotte-et-Sorans-les-Cordiers
Roche-sur-Linotte-et-Sorans-les-Cordiers ist eine Gemeinde im französischen Département Haute-Saône in der Region Bourgogne-Franche-Comté.

## Geographie
Roche-sur-Linotte-et-Sorans-les-Cordiers liegt auf einer Höhe von 250 m über dem Meeresspiegel, 5 km westlich von Montbozon und etwa 16 km südlich der Stadt Vesoul (Luftlinie). Die Doppelgemeinde erstreckt sich im Tal der Linotte nördlich des Flusstals des Ognon, westlich der Waldhöhe des Mont d'Ormenans.
Die Fläche des 9,34 km² großen Gemeindegebiets umfasst einen Abschnitt der gewellten Landschaft zwischen den Flusstälern von Ognon im Süden und Saône im Nordwesten. Der zentrale Teil des Gebietes wird in Nord-Süd-Richtung von der Alluvialebene der Linotte durchquert, die durchschnittlich auf 250 m liegt und meist eine Breite von rund einem Kilometer aufweist. Der Fluss, der bei Sorans-les-Cordiers von rechts die Filaine aufnimmt, sorgt für die Entwässerung zum Ognon. Die Talniederung zeigt ein lockeres Gefüge von Acker- und Wiesland sowie kleineren Waldflächen. Flankiert wird das Tal der Linotte auf beiden Seiten von überwiegend bewaldeten Hochflächen, die aus Kalkschichten der oberen Jurazeit bestehen. Im Osten reicht das Gebiet auf das Plateau des Mont d'Ormenans (345 m). Nach Westen erstreckt sich das Gemeindeareal über kurze Seitentäler der Linotte bis auf die Anhöhe von Les Blanchard, auf der mit 373 m die höchste Erhebung von Roche-sur-Linotte-et-Sorans-les-Cordiers erreicht wird.
Die Gemeinde besteht aus folgenden Ortsteilen:
- Roche-sur-Linotte (250 m) in der Niederung der Linotte am Westfuß des Mont d'Ormenans
- Sorans-les-Cordiers (253 m) an der Linotte unterhalb der Mündung der Filaine
- Les Blanchard (290 m), Hofsiedlung in einer Lichtung am Ostfuß der gleichnamigen Höhe
- Les Âges (265 m), Hofsiedlung in einem Seitentälchen der Linotte

Nachbargemeinden von Roche-sur-Linotte-et-Sorans-les-Cordiers sind Vy-lès-Filain im Norden, Fontenois-lès-Montbozon im Osten, Ormenans und Loulans-Verchamp im Süden sowie Villers-Pater im Westen.

## Geschichte
Im Mittelalter gehörten Roche-sur-Linotte und Sorans-les-Cordiers zur Freigrafschaft Burgund und darin zum Gebiet des Bailliage d’Amont. Die lokale Herrschaft oblag der Familie Roche, die seit dem 12. Jahrhundert nachgewiesen ist. Zusammen mit der Franche-Comté gelangten beide Dörfer mit dem Frieden von Nimwegen 1678 definitiv an Frankreich. Im Jahr 1808 fusionierten Roche-sur-Linotte und Sorans-les-Cordiers zur heutigen Doppelgemeinde. Seit 2000 ist Roche-sur-Linotte-et-Sorans-les-Cordiers Mitglied des 21 Ortschaften umfassenden Gemeindeverbandes Communauté de communes du Pays de Montbozon.

## Sehenswürdigkeiten
In Roche-sur-Linotte steht die einschiffige Kirche, die im 19. Jahrhundert im Stil der Neugotik erbaut wurde. Sie besitzt eine Statue des Heiligen Martin (15. Jahrhundert) und zwei Altäre aus dem 18. Jahrhundert. Überreste von zwei mittelalterlichen Burgen sind erhalten. Das 1850 erbaute Château de Roche-sur-Linotte befindet sich in einem weitläufigen Park und ist heute ein Seminarzentrum mit Hotel. Zu den Sehenswürdigkeiten von Sorans-les-Cordiers zählen eine Kapelle und ein viereckiger Turm.

## Bevölkerung
| Jahr                       | 1962 | 1968 | 1975 | 1982 | 1990 | 1999 |
| Einwohner                  | 97   | 96   | 80   | 78   | 82   | 76   |
| Quellen: Cassini und INSEE |      |      |      |      |      |      |

Mit 73 Einwohnern (2007) gehört Roche-sur-Linotte-et-Sorans-les-Cordiers zu den kleinsten Gemeinden des Département Haute-Saône. Während des gesamten 20. Jahrhunderts bewegte sich die Einwohnerzahl stets im Bereich zwischen 70 und 120 Personen.

## Wirtschaft und Infrastruktur
Roche-sur-Linotte-et-Sorans-les-Cordiers war bis weit ins 20. Jahrhundert hinein ein vorwiegend durch die Landwirtschaft (Ackerbau, Obstbau und Viehzucht) und die Forstwirtschaft geprägtes Dorf. Daneben gibt es heute ein paar Betriebe des lokalen Kleingewerbes, darunter eine Sägerei. Einige Erwerbstätige sind auch Wegpendler, die in den größeren Ortschaften der Umgebung ihrer Arbeit nachgehen.
Der Ort liegt abseits der größeren Durchgangsachsen an einer Departementsstraße, die von Loulans-Verchamp nach Dampierre-sur-Linotte führt. Eine weitere Straßenverbindung besteht mit Filain.